# Lycée hôtelier François-Bise
Le lycée hôtelier François-Bise est un établissement public situé à Bonneville, dans le département français de la Haute-Savoie. Il est intégré depuis 2016 au Campus des Métiers et des qualifications STHAR (Soutien au tourisme, à l'hôtellerie, à l'agri-culinaire et à la restauration) Auvergne Rhône-Alpes.

## Historique
Le lycée a été créé en 1985. Il succédait à une école hotelière datant des années 1950. Il porte le nom d'un hôtelier-restaurateur de Talloires-Montmin.

## Activité
Le lycée professionnel forme chaque année les élèves aux métiers de l'hôtellerie, de la restauration et de l'alimentation.
Il propose les formations suivantes : 
- CAP Commercialisation services en Hôtel Café Restaurant (CSHCR) ;
- CAP Cuisine ;
- CAP Crémier Fromager ;
- Baccalauréat professionnel Commercialisation et services en restauration (CSR) ;
- Baccalauréat professionnel Cuisine ;
- Mention complémentaire Employé Barman ;
- BTS Management en Hôtellerie restauration (MHR) option B : Management d’unité de production culinaire.

Il comporte un restaurant d'application qui est jugé comme « digne des grandes tables ». Il comprend une brasserie. En 2021, il est finaliste du trophée du petit-déjeuner gourmand.

## Classement du lycée
Le Ministère de l'Éducation nationale publie pour chaque établissement les résultats des Indicateurs de valeur ajoutée des lycées (IVAL). En 2024, « 80 % des 55 élèves présents au baccalauréat ont obtenu leur diplôme » (taux de réussite attendu 89 %), 49 % d'entre-eux ont obtenu leur diplôme avec mention, bien que le taux attendu était de 60 %. Par ailleurs, « le taux d'accès de la seconde au baccalauréat constaté est inférieur de 7 points au taux attendu », soit 64 % au lieu de 71 %.

## Ouverture à l'international
Le lycée hôtelier François-Bise propose chaque année aux élèves de réaliser leur période de formation en milieu professionnel (PFMP) à l'étranger : Chypre, Irlande, Italie et Suède.
Les élèves ont la possibilité de s'inscrire en section européenne en anglais.

## Développement durable
En avril 2022, le lycée crée son propre jardin d'herbes aromatiques en collaboration avec le chef étoilé annécien Laurent Petit.